# Ausztrália és Óceánia országainak címerei

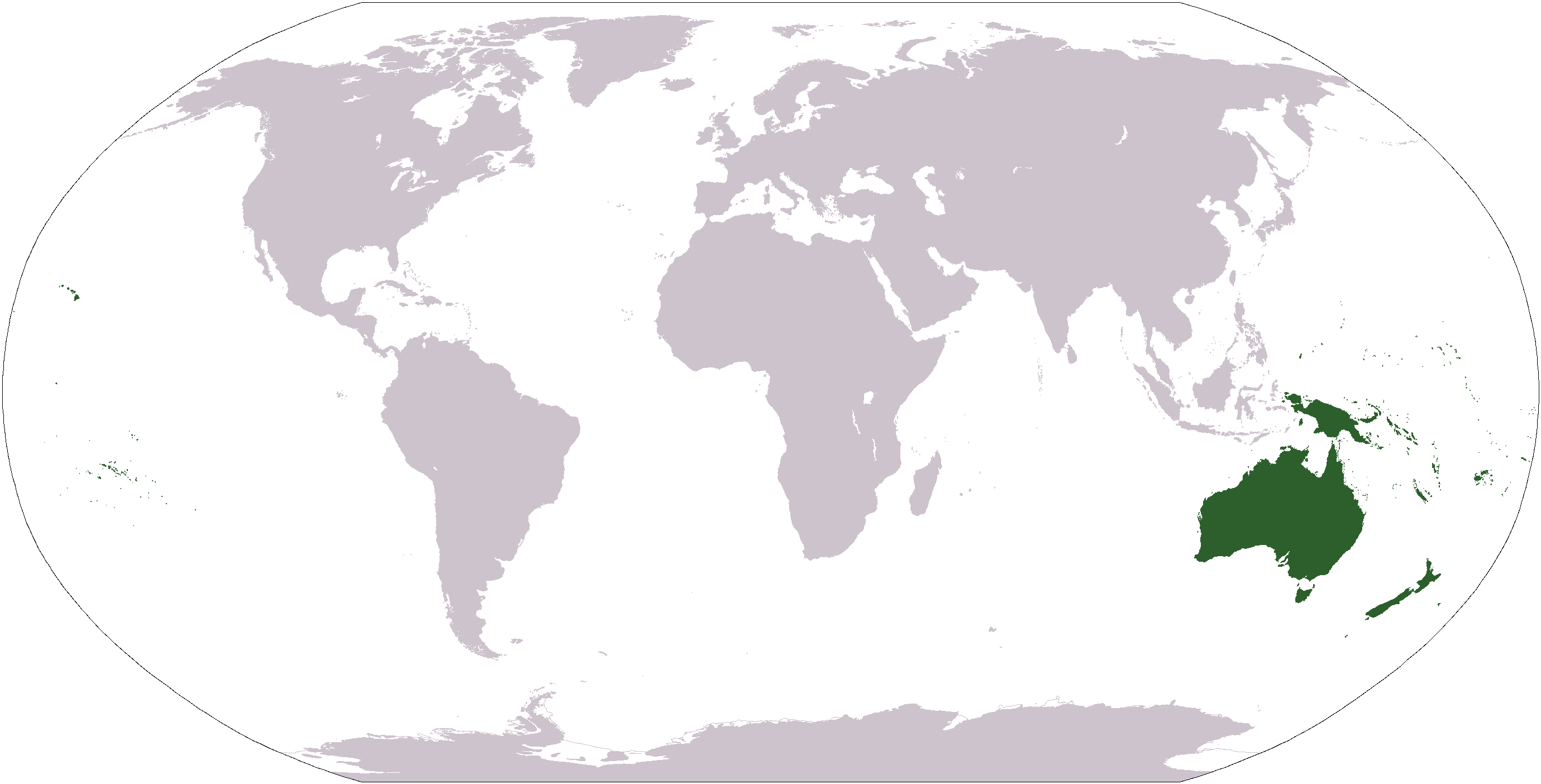

Az alábbi lista Ausztrália és Óceánia országainak a címereit tartalmazza.

## Nemzetközileg elismert, önálló országok
| Ország            | Címer | Címeres szócikk            |
| ----------------- | ----- | -------------------------- |
| Ausztrália        |       | Ausztrália címere          |
| Fidzsi-szigetek   |       | A Fidzsi-szigetek címere   |
| Kelet-Timor       |       | Kelet-Timor címere         |
| Kiribati          |       | Kiribati címere            |
| Marshall-szigetek |       | A Marshall-szigetek címere |
| Mikronézia        |       | Mikronézia címere          |
| Nauru             |       | Nauru címere               |
| Palau             |       | Palau címere               |
| Pápua Új-Guinea   |       | Pápua Új-Guinea címere     |
| Salamon-szigetek  |       | A Salamon-szigetek címere  |
| Szamoa            |       | Szamoa címere              |
| Tonga             |       | Tonga címere               |
| Tuvalu            |       | Tuvalu címere              |
| Új-Zéland         |       | Új-Zéland címere           |
| Vanuatu           |       | Vanuatu címere             |

## Függő területek
| Ország                    | Terület                 | Címer | Címeres szócikk                   |
| ------------------------- | ----------------------- | ----- | --------------------------------- |
| Ausztrália                | Karácsony-sziget        |       | A Karácsony-sziget címere         |
| Ausztrália                | Norfolk-sziget          |       | A Norfolk-sziget címere           |
| Amerikai Egyesült Államok | Amerikai Szamoa         |       | Amerikai Szamoa címere            |
| Amerikai Egyesült Államok | Északi-Mariana-szigetek |       | Az Északi-Mariana-szigetek címere |
| Amerikai Egyesült Államok | Guam                    |       | Guam címere                       |
| Egyesült Királyság        | Pitcairn-szigetek       |       | A Pitcairn-szigetek címere        |
| Franciaország             | Francia Polinézia       |       | Francia Polinézia címere          |
| Franciaország             | Új-Kaledónia            |       | Új-Kaledónia címere               |
| Franciaország             | Wallis és Futuna        |       | Wallis és Futuna címere           |
| Új-Zéland                 | Cook-szigetek           |       | A Cook-szigetek címere            |